# Bernard Coyne
Pour les articles homonymes, voir Coyne.
Bernard A. Coyne (né à Anthon (Iowa), États-Unis, le 27 juillet 1897 – décédé le 20 mai 1921). On sait peu de choses de sa vie mais, dans les annales de la médecine, il faisait partie des douze personnes à avoir atteint les 8 pieds de hauteur. Il est possible qu'il ait mesuré 2,49 m pour un poids de 300 livres au moment de sa mort en 1921. Sa première carte d'enregistrement à l'occasion de la première guerre mondiale, datée du 29 août 1918, lui donne une taille de 8 pieds. Le Livre Guinness des Records assure qu'il a été réformé en 1918 alors qu'il mesurait 2,36 m.
Il a été le plus grand géant infantile eunuchoïde de tous les temps, sa maladie est connue sous le nom de Syndrome de papa-longues-jambes. Au moment de sa mort il était l'individu le plus grand du monde alors que, comme Robert Wadlow, il continuait encore à grandir. On dit qu'il portait des chaussures de pointure (américaine) 25.
Il est mort en 1921 d'une sclérose du foie et de troubles glandulaires et a été enterré à Anthon dans l'Iowa ; on a dû recommencer son cercueil, car celui qu'on avait fait pour lui était trop petit, et il ne rentrait pas dedans.

## Source
- (en) Cet article est partiellement ou en totalité issu de l’article de Wikipédia en anglais intitulé « Bernard Coyne » (voir la liste des auteurs).